# Peter Wood (músico)
Peter John Wood foi um músico inglês, tecladista nascido em Middlesex. Trabalhou com artistas como Al Stewart, Roger Waters, Cyndi Lauper, Jonathan Kelly, Tommy Shaw e Bob Dylan.
Wood é co-autor do single "Year of the Cat" de Al Stewart, lançado em 1976.
Ele foi um dos membros originais da "banda substituta", que se apresentou na turnê de divulgação do álbum The Wall, do Pink Floyd em meados de 1981, além de ter sido um dos músicos convidados durante as sessões do disco.
Wood morreu em dezembro de 1993 com quarenta e três anos de idade, por motivos não esclarecidos.